# Sant Martí (ort)
Sant Martí är en ort i Spanien.   Den ligger i provinsen Província de Girona och regionen Katalonien, i den östra delen av landet, 600 km öster om huvudstaden Madrid. Sant Martí ligger 434 meter över havet och antalet invånare är 160.
Terrängen runt Sant Martí är kuperad. Runt Sant Martí är det glesbefolkat, med 9 invånare per kvadratkilometer. Närmaste större samhälle är Olot, 8,4 km väster om Sant Martí. I omgivningarna runt Sant Martí växer i huvudsak blandskog.